# Дмоховский, Мариуш
Мариуш Дмоховский (пол. Mariusz Dmochowski; 29 октября 1930, Пётркув-Трыбунальский — 7 августа 1992, Попово-Парцеле) — польский актёр театра и кино, председатель Центрального союза работников культуры и искусств Польши, депутат Сейма ПНР VI и VII созыва от Польской объединенной рабочей партии. Играл в спектаклях и фильмах Ежи Антчака.

## Биография
Родился в Пётркуве-Трыбунальском. В 1955 году окончил Государственную высшую театральную школу в Варшаве (в настоящее время — Театральная академия им. А. Зельверовича) и в том же году дебютировал на сцене. Выступал на сценах варшавских театров: Польского в 1955—1965 годах, Всеобщего (поль.) в 1965—1968 годах, Национального в 1968—1974 годах. В 1973—1975 годах Дмоховский работал директором Драматического театра им. Яна Кохановского в Ополе. С 1975 года — актёром, а также генеральным директором и художественным руководителем Нового театра (поль.).
В 1982 году Дмоховский вернулся в Польский театр, где служил до 1987 года; с 1987 по 1992 год был актёром варшавского Современного театра. В 1980-е годы сотрудничал с демократической оппозицией.
Умер 7 августа 1992 года в Попово-Парцеле и был похоронен на кладбище Старые Повонзки в Варшаве.

## Фильмография (выборочная)
- 1958 — «Эроика» / «Eroica», реж. Анджей Мунк — поручик Корвин-Маковский
- 1958 — «Дезертир» / «Dezerter», реж. Витольд Лесевич — Штейнер
- 1960 — «Косоглазое счастье» / «Zezowate szczęście», реж. Анджей Мунк — офицер безопасности
- 1964 — «Барышня в окошке» / «Panienka z okienka», реж. Мария Каневская — князь Георг Оссолинский
- 1965 — «Всегда в воскресенье» / «Zawsze w niedzielę», реж. Рышард Бер — отец Адама
- 1966 — «Бич Божий» / «Bicz Boży», реж. Мария Каневская — Павел Радзевич
- 1967 — «Ставка больше, чем жизнь» / «Stawka większa niż życie» (телесериал), реж. Анджей Кониц, Януш Моргенштерн — Фишер (только в серии 5)
- 1968 — «Кукла» / «Lalka», реж. Войцех Хас — Станислав Вокульский
- 1968 — «Графиня Коссель» / «Hrabina Cosel», реж. Ежи Антчак — Август Сильный
- 1969 — «Приключения пана Михала» / «Przygody pana Michała» (телесериал), реж. Павел Коморовский — гетман Ян Собеский
- 1969 — «Пан Володыёвский» / «Pan Wołodyjowski», реж. Ежи Гофман — гетман Ян Собеский
- 1973 — «Ревность и медицина» / «Zazdrość i medycyna», реж. Януш Маевский — Видмар
- 1973 — «Чёрные тучи» / «Czarne chmury» (телесериал), реж. Анджей Кониц — гетман Ян Собеский
- 1974 — «Квартальный отчёт» / «Bilans kwartalny», реж. Кшиштоф Занусси — директор предприятия
- 1975 — «Отель «Пацифик»» / «Zaklęte rewiry», реж. Януш Маевский —  Панцер (голос)
- 1976 — «Прокажённая» / «Trędowata», реж. Ежи Гофман — граф Барский, отец Мелании
- 1976 — «Шрам» / «Blizna», реж. Кшиштоф Кесьлёвский — Болеслав
- 1976 — «Защитные цвета» / «Barwy ochronne», реж. Кшиштоф Занусси — проректор
- 1977 — «Дело Горгоновой» / «Sprawa Gorgonowej», реж. Януш Маевский — прокурор
- 1977 — «Солдаты свободы», реж. Юрий Озеров — полковник Армии Крайовой
- 1979 — «Отец королевы» / «Ojciec królowej», реж. Войцех Соляж — король Ян III Собеский
- 1979 — «Голем» / «Golem», реж. Пётр Шулькин — Холтрум
- 1980 — «Карьера Никодима Дызмы» / «Kariera Nikodema Dyzmy» (телесериал), реж. Ян Рыбковский, Марек Новицкий — Терковский
- 1981 — «Война миров. Следующее столетие» / «Wojna światów — następne stulecie», реж. Пётр Шулькин — директор телевизионной станции
- 1983 — «Привидение» / «Widziadło», реж. Марек Новицкий — ксёндз Хук
- 1984 — «О-би, о-ба: Конец цивилизации» / «O-Bi, O-Ba. Koniec cywilizacji», реж. Пётр Шулькин — миллионер
- 1985 — «Ядовитые растения» / «Rośliny trujące», реж. Роберт Глински — главный редактор
- 1985 — «Райская яблоня» / «Rajska jabłoń», реж. Барбара Сасс — аптекарь Филип, муж Амельки
- 1985 — «Дезертиры» / «C.K. Dezerterzy», реж. Януш Маевский — генерал
- 1986 — «Предупреждения» / «Zmiennicy» (телесериал), реж. Станислав Барея — председатель кооператива
- 1988 — «Алхимик» / «Alchemik», реж. Яцек Копрович — мастер Мельхиор
- 1989 — «Моджеевская» / «Modrzejewska», реж. Ян Ломницкий — Хенчинский, директор театра

## Награды и премии
- Рыцарский крест ордена Возрождения Польши (1970)
- Орден «Знамя Труда» II класса (1975)
- Медаль «30-летие Народной Польши» (1974)
- Бронзовая медаль «За заслуги при защите страны» (1978)
- Нагрудный знак 1000-летия польского государства (1967)
- Заслуженный деятель культуры Польши (1971)
- Награда «Комитета в дела радио и телевидение» (1966 и 1968)
- Медаль «За заслуги перед Варшавой» (1970)
- Премия на VII международном кинофестивале в Панаме за роль Станислава Вокульского в фильме Кукла (1968)
- Премия г. Варшавы (1969)
- «Серебряная маска» в опросе, «Вечерний экспресс» для наиболее популярного актера (1970)
- Премия Министра культуры и гуманитарных наук в области театра за достижения в области театральной деятельности и творчества Исполняющий обязанности (1973)
- Nagroda na XVI KST w Kaliszu za rolę mecenasa w spektaklu Adwokat i róże Jerzego Szaniawskiego w Teatrze Nowym w Warszawie (1976)
- Nagroda na XVII KST w Kaliszu za rolę Kleona w spektaklu Zapomnieć o Herostratesie Grigorija Gorina w Teatrze Nowym w Warszawie
- Nagroda na V Opolskich Konfrontacjach Teatralnych za rolę Ksawerego Horsztyńskiego w spektaklu Horsztyński Juliusza Słowackiego w Teatrze Nowym w Warszawie (1979)
- Премия на Международном кинофестивале в Сан-Ремо за роль Иосифа в фильме Cień już niedaleko (1986)

## Интересные факты
Мариуш Дмоховский четыре раза за свою карьеру сыграл роль Яна Собеского:
- фильмах «Пан Володыёвский» (1968) и «Отец королевы» (1980),
- сериалах «Приключения пана Михала» (1969) и «Чёрные тучи» (1973).